# Produktionsfaktor
Als Produktionsfaktor bezeichnet man in der Betriebswirtschaftslehre und Volkswirtschaftslehre jene in der Produktion verwendeten materiellen und immateriellen Güter, deren Einsatz (englisch input) zur Herstellung anderer Güter oder Dienstleistungen aus technischen oder wirtschaftlichen Gründen erforderlich ist.

## Allgemeines
Da die Erkenntnisobjekte in Betriebs- und Volkswirtschaftslehre unterschiedlich sind, unterscheiden sich in beiden Einzelwissenschaften auch Begriffsinhalt und Begriffsumfang der Produktionsfaktoren. Deshalb ist beispielsweise in beiden Disziplinen die Definition des Produktionsfaktors Arbeit nicht deckungsgleich:
| Produktionsfaktoren der Volkswirtschaftslehre              | Produktionsfaktoren der Betriebswirtschaftslehre |
| ---------------------------------------------------------- | ------------------------------------------------ |
| Arbeit                                                     | dispositive Arbeit ausführende Arbeit            |
| Boden                                                      | Werkstoffe (Roh-, Hilfs- und Betriebsstoffe)     |
| Kapital (in der VWL nicht Geld, sondern Produktionsmittel) | Betriebsmittel                                   |

Von der Betriebswirtschaftslehre wurde die volkswirtschaftliche Einteilung der Produktionsfaktoren nicht übernommen, weil sie Wolfgang Kilger zufolge für die Behandlung einzelwirtschaftlicher Probleme unzweckmäßig ist. Auch Produktionsfaktoren sind ein Handelsobjekt, und zwar auf dem Faktormarkt, wo ihr Marktpreis als Faktorpreis bezeichnet wird. Ihre Beschaffung auf dem Faktormarkt verursacht für die Nachfrager Faktorkosten.

## Produktionsfaktoren in der Volkswirtschaftslehre
Die klassische Volkswirtschaftslehre kennt seit Adam Smith, insbesondere seit David Ricardo, die Faktoren Arbeit, Kapital und Boden. Jean-Baptiste Say fügte 1845 diesem Faktorsystem die „unternehmerische Tätigkeit“ hinzu. Neuerdings werden häufig auch Wissen (Humankapital) oder die Energie als eigenständiger Produktionsfaktor identifiziert. Da diese Produktionsfaktoren knapp sind, haben sie in der klassischen Nationalökonomie einen Preis, der bei der Arbeit Lohn, beim Boden Bodenrente und beim Kapital Zins heißt.
Der Begriff Boden umfasste ursprünglich den Ackerboden, wurde im Zuge der Ausbeutung von Bodenschätzen dann zunächst auf diese erweitert. Angesichts der zunehmenden Verknappung von Produktionsmitteln wie Luft und Wasser wird in der Volkswirtschaftslehre mittlerweile auch vom Produktionsfaktor Natur oder Umwelt gesprochen.
Träger des Faktors Arbeit ist die auf Einkommenserzielung ausgerichtete Tätigkeit der Menschen. Die Produktion aller Güter nimmt zwar ihren Ausgang bei den Stoffen der Natur, doch die Natur bietet keine gebrauchsfertigen Güter, sie bietet nur Rohstoffe bzw. Energiequellen, die der Mensch erst gewinnen oder erschließen muss. Dafür muss er Arbeit aufwenden. Dieser Produktionsfaktor hat eine quantitative Seite (die Zahl der Arbeitskräfte) und eine qualitative Seite (der Ausbildungsstand der Arbeitskräfte).
Der Faktor Kapital ist jener Teil des Produktionsergebnisses früherer Perioden, der zur Produktion in der betrachteten Periode beiträgt. Anders ausgedrückt ist Sachkapital das physische Ergebnis von in der Vergangenheit geleisteter Arbeit. Der Ökonom unterscheidet Sachkapital, auch Realkapital genannt, und Geldkapital. Das Sachkapital sind produzierte Produktionsmittel, also beispielsweise Gebäude, Maschinen und Werkzeuge. Unter Geldkapital wird Geld verstanden, das als allgemeines Tauschmittel durch Investitionen in Sachkapital umgewandelt oder alternativ für Konsumzwecke verwendet werden kann.
Die Produktionsfaktoren sind regelmäßig begrenzt substituierbar (ersetzbar). Die Bildung von Kapital kann z. B. die Produktivität der Arbeit erhöhen. Aufgrund der hohen Elastizität des Produktionsfaktors Energie ist ein hoher ökonomischer Druck vorhanden, im Rahmen der technischen und organisatorischen Randbedingungen den Faktor Arbeit durch das Paar Energie und Kapital zu ersetzen.

## Produktionsfaktoren in der Betriebswirtschaftslehre
Die einzelbetriebliche Betrachtung erfordert eine genauere Begriffsdifferenzierung für die Produktionsfaktoren. Eine klassische Unterscheidung wurde von Erich Gutenberg vorgenommen und hat sich fast unverändert bis heute durchgesetzt. Sie wird durch die beiden Begrifflichkeiten Repetierfaktoren und Potentialfaktoren von Edmund Heinen ergänzt, die in die folgende Darstellung integriert wurde.
| Produktionsfaktoren (nach Gutenberg) |                    |                    |                           |                             |                    |                                           |                      |                      |                      |                      |
| Elementarfaktoren                    | Elementarfaktoren  | Elementarfaktoren  | Elementarfaktoren         | Elementarfaktoren           | Elementarfaktoren  | Elementarfaktoren                         | dispositive Faktoren | dispositive Faktoren | dispositive Faktoren | dispositive Faktoren |
| Repetierfaktoren                     | Repetierfaktoren   | Repetierfaktoren   | Potentialfaktoren         | Potentialfaktoren           | Potentialfaktoren  | Potentialfaktoren                         | dispositive Faktoren | dispositive Faktoren | dispositive Faktoren | dispositive Faktoren |
| Werkstoffe                           | Werkstoffe         | Werkstoffe         | Betriebsmittel            | Betriebsmittel              | Betriebsmittel     | Ausführung (menschliche Arbeit am Objekt) | Leitung              | Planung              | Organisation         | Kontrolle            |
| Rohstoffe                            | Hilfsstoffe        | Betriebsstoffe     | materielle Betriebsmittel | immaterielle Betriebsmittel |                    | Ausführung (menschliche Arbeit am Objekt) | Leitung              | Planung              | Organisation         | Kontrolle            |
| originäre Faktoren                   | originäre Faktoren | originäre Faktoren | originäre Faktoren        | originäre Faktoren          | originäre Faktoren | originäre Faktoren                        | originäre Faktoren   | derivative Faktoren  | derivative Faktoren  | derivative Faktoren  |

### Elementarfaktoren und dispositive Faktoren
Erich Gutenberg etablierte die oberste Aufteilung der Produktionsfaktoren. Die menschliche Arbeit teilt er in objektbezogene Arbeit (Ausführung, Arbeit am Erzeugnis) und dispositive Arbeit (Leitung, unterstützt durch Planung, Organisation und Kontrolle) ein.
Die menschliche Arbeit sowie die Faktoren Betriebsmittel und Werkstoffe nennt Gutenberg Elementarfaktoren des betrieblichen Produktionsprozesses.
Der dispositive Faktor ergänzt die Elementarfaktoren laut Gutenberg zu einer produktiven Einheit. Der dispositive Faktor ist hinsichtlich der optimalen Faktorkombination wichtig und bildet den planerischen und strategisch-operativen Einsatz der Elementarfaktoren im Unternehmen ab. Es handelt sich also um ein immaterielles Gut, welches nur im begrenzten Umfang substituiert werden kann.

### Repetierfaktoren und Potentialfaktoren
Die Elementarfaktoren werden weiter nach ihrer Verwendung unterschieden. Wird der Faktor im Prozess der Leistungserstellung unmittelbar verbraucht oder physikalisch bzw. chemisch umgewandelt, spricht man von Repetierfaktoren (nach Heinen) bzw. Verbrauchsfaktoren (nach Gutenberg). Um eine kontinuierliche Produktion gewährleisten zu können, müssen diese Güter ständig neu beschafft werden.
Faktoren, die zur Leistungserstellung lediglich mittelbar verbraucht bzw. gebraucht werden, bezeichnet man als Potential- oder Bestandsfaktoren. Sie sind in der Regel nicht teilbar.

### Betriebsmittel
Die Gruppe der Betriebsmittel nimmt in diesem Schema eine Sonderstellung ein, da sie sich den Repetier- sowie Potentialfaktoren zuordnen lässt. Betriebsmittel, die dem Gebrauch dienen, gehören zu den Potentialfaktoren und lassen sich einerseits in materielle (Grundstücke, Gebäude, Anlagen, Geldmittel) und immaterielle Betriebsmittel (Rechte, Lizenzen, Patente, Wissen, Informationen) unterteilen. Außerdem erfolgt eine Abgrenzung der Betriebsmittel, die verbraucht werden, zu denen die so genannten Betriebsstoffe (Energie-, Treib-, Schmier- und Putzstoffe) gehören.
Verzichtet man auf die Einteilung in Repetier- und Potentialfaktoren, können die Betriebsstoffe gänzlich den Werkstoffen zugeordnet werden. Eine Subordinierung, die ebenfalls weitestgehend anerkannt und akzeptiert wird.

### Werkstoffe
Die Gruppe der Werkstoffe unterteilt sich, neben der Möglichkeit der Betriebsstoffe, in die Gruppen Hilfs- und Rohstoffe. Rohstoffe sind in diesem Fall ein wesentlicher Bestandteil des endgültigen Produktes, wie z. B. das Holz für einen Holzstuhl. Hilfsstoffe sind kein wesentlicher Bestandteil des Produktes, wie der Holzkleber für den Holzstuhl.

### Originäre und derivative Faktoren
Zu den originären Faktoren gehören die Elementarfaktoren sowie der Teil menschlicher Arbeit, der in Betriebs- und Geschäftsleitung über die Kombination und den Einsatz der Elementarfaktoren entscheidet (Leitung).
Die Leitung wird dabei durch die derivativen (abgeleiteten) Faktoren wie Planung, Organisation und Kontrolle unterstützt.
Bei dem Versuch, die betriebswirtschaftlichen Grundprobleme der Gestaltung eines optimalen güterwirtschaftlichen Gleichgewichts zu erfassen und zu analysieren, spielt die Bereitstellung der Produktionsfaktoren eine entscheidende Rolle. In der Phase der Bereitstellung der Elementarfaktoren gilt es vor allem die Produktionsfaktoren in der erforderlichen Art, Güte und Menge rechtzeitig und am richtigen Ort für den Kombinationsprozess bereitzustellen. Dabei ist gemäß dem ökonomischen Prinzip darauf zu achten, dass die Bereitstellungskosten minimiert werden.
Die Bereitstellung hat dabei zwei Aufgaben: Erstens die technische Aufgabe der Bereitstellungsplanung. Das heißt für eine störungsfreie Produktion, eingehaltene Fertigungstermine, Erfüllung der Qualitätsstandards u. ä., Sorge zu tragen. Zweitens die ökonomische Aufgabe, welche aus den Erfolgszielen des Unternehmens abzuleiten ist.

### Weiterentwicklung und neue Faktoren
Das von Gutenberg entwickelte klassische System ist vor allem auf die Produktion und Industriebetriebe ausgelegt. Mit der zunehmenden Bedeutung des Tertiärsektors, d. h. dem Vordringen des Dienstleistungssektors, stieg die Bedeutung der Mitwirkung der Kunden an der Leistungserstellung und ihrer Integration. Rudolf Maleri hat deshalb 1970 den Begriff des externen Produktionsfaktors geprägt für den zur Leistungserstellung zwingend notwendigen Beitrag (aktiv oder passiv) weiterer Leistungserbringer außerhalb des Unternehmens.
Hans-Dieter Deppe vervollständigte das Produktionsfaktorsystem Gutenbergs in der Bankbetriebslehre um den monetären Faktor mit seinen beiden Bestandteilen „Haftungsleistung“ und „Zahlungsleistung“ ein. In seinem Werk beschreibt er auch Produktionsfunktionen für den monetären Faktor.
Eine besondere Rolle spielt der Faktor Zeit im Handel. Der Eigenart der Handelsbetriebe entsprechend, die im Regelfall keine Werkstoffe einsetzen, werden bei ihnen die Begriffe produktive Faktoren oder Leistungsfaktoren dem Begriff Produktionsfaktor allerdings oft vorgezogen. Neben den primären Leistungsfaktoren Arbeit, Ware, Raum und sachliche Betriebsmittel setzen Handelsbetriebe sekundäre Leistungsfaktoren ein; zu letzteren zählt der Faktor Zeit, auch Quasi-Produktionsfaktor genannt. Der möglichst optimale Einsatz von Zeit ist nicht nur bei den einzelnen Leistungsfaktoren zu berücksichtigen, sondern auch auf allen vier Märkten des Handelsbetriebs (Beschaffungs-, Absatz-, Konkurrenzmarkt und internem Markt). Schenk hat nicht weniger als 66 Felder zusammengestellt, auf denen Zeitprobleme wegen ihres unmittelbaren Einflusses auf die betriebliche Leistungs- und Kostensituation gelöst werden müssen und Zeitmanagement betrieben werden muss. Sie reichen von der Ablauforganisation über Inventurdifferenzen, Kundenlaufstudien, Ladenöffnungszeiten, Lagerumschlagshäufigkeit oder Skontoverzinsung bis hin zu Zeitrabatt oder zeitlicher Preisdifferenzierung.
Walther Busse von Colbe und Gert Laßmann führen als Ergänzung Gutenbergs die öffentlichen Leistungen des Staates, der Gemeinden, Gemeindeverbände, Kreditinstitute und Versicherungen ein. Helmut Kurt Weber präzisiert 1980 diesen Zusammenhang und führt das Rechtssystem, das vorher als Teil des Produktionsfaktors Kapital gesehen wurde, als eigenständige Kategorie im Faktorsystem.
Wissen etabliert sich zunehmend als vierter eigenständiger Produktionsfaktor, obwohl es zumindest implizit schon in Gutenbergs dispositivem Faktor abgedeckt ist. Peter Drucker beschrieb 1968 erstmals Wissen als wichtigen Produktionsfaktor und führte dabei den Begriff der Informationsgesellschaft (englisch knowledgte society) ein. Information wird als Ressource im Leistungserstellungsprozess verwendet. Dabei kann zusätzliches, entscheidungsrelevantes Wissen entstehen (siehe Wissensmanagement). Dies gilt zumindest für diejenigen Informationen, die nach dem Eingang in die Produktion „verbraucht“ werden, d. h. ihren wirtschaftlichen Wert verlieren. Jedoch ist es umstritten, ob auch andere Arten von Information als Produktionsfaktor gelten können.

## Produktionsfaktoren in der Kosten- und Leistungsrechnung
Hauptaufgabe der Kosten- und Leistungsrechnung (KLR) ist der Nachweis des Werteverzehrs von betriebswirtschaftlichen Produktionsfaktoren bezogen auf die Wertschöpfungskette in einer Rechnungsperiode. Der Einsatz der Produktionsfaktoren verursacht Kosten (Faktorkosten), die durch die erbrachte Leistung am Markt wieder erlöst werden müssen.
In den meisten Betrieben spielt einer der Produktionsfaktoren die wichtigste Rolle, was in der Gewinn- und Verlustrechnung an der entsprechenden Kostenart abgelesen werden kann. Danach werden die Betriebe nach dem vorherrschenden Produktionsfaktor in arbeitsintensive (Personalkosten), anlagenintensive (Abschreibungen), kapitalintensive (Zinsaufwand, Dividenden), materialintensive (Materialaufwand), energieintensive (Energiekosten) und informationsintensive (Kosten für Informationstechnik) Betriebe eingeteilt. Bei arbeitsintensiven Betrieben spielen Beschäftigungsrisiken und Tariferhöhungen eine wichtige Rolle, bei materialintensiven Betrieben besteht eine große Abhängigkeit von Lieferanten und meist eine geringe Fertigungstiefe.